# Aït Demmer
Les Aït Demmer ou Beni Demmer (arabe : بني دمر ; berbère : At Demmer) sont une tribu berbère zénète et, parallèlement, le nom donné aux habitants de la région montagneuse du djebel Demmer.
La tribu se divise en un grand nombre de branches qui habitent les montagnes et les environs de Tripoli en Libye. L'une de leurs fractions s'adonne à la vie nomade et fréquente les plaines de l'Ifriqiya occidentale.
Les Beni Ourghma, tribu qui a donné son nom à l'ensemble de la confédération des Ouerghemma, est une branche des Aït Demmer, habitent les montagnes proches de Tripoli ; les Beni Ournîd forment aussi une branche considérable de la tribu des Demmer et possèdent de nombreuses ramifications, parmi lesquelles les Beni Ourtantîn, les Beni Gharzoul et les Beni Tofourt.
Demmer désigne une montagne de la région de Tripoli, le djebel Demmer, formant l'extrémité occidentale de la chaîne qui s'étend au sud de cette ville, jusqu'aux environs de Gabès en Tunisie. On appelle Aït Demmer les habitants de cette montagne, c'est-à-dire « enfants des Demmer ».